# 1950-es finn labdarúgó-bajnokság (első osztály)
Az 1950-es finn labdarúgó-bajnokság (Mestaruussarja) a finn labdarúgó-bajnokság legmagasabb osztályának huszadik alkalommal megrendezett bajnoki éve volt. A pontvadászat 10 csapat részvételével zajlott. A bajnokságot a IKissat Tampere csapata nyerte.

## Bajnokság végeredménye
| #  | Csapat                | M  | Gy | D | V  | RG | KG | Pont |
| -- | --------------------- | -- | -- | - | -- | -- | -- | ---- |
| 1  | IKissat Tampere (B)   | 18 | 10 | 5 | 3  | 38 | 17 | 25   |
| 2  | KuPS Kuopio           | 18 | 11 | 0 | 7  | 46 | 39 | 22   |
| 3  | VIFK Vaasa            | 18 | 7  | 6 | 5  | 38 | 28 | 20   |
| 4  | KTP Kotka             | 18 | 7  | 5 | 6  | 36 | 37 | 19   |
| 5  | VPS Vaasa             | 18 | 6  | 6 | 6  | 34 | 33 | 18   |
| 6  | KIF Helsinki          | 18 | 8  | 2 | 8  | 45 | 46 | 18   |
| 7  | TPS Turku             | 18 | 7  | 3 | 8  | 36 | 37 | 17   |
| 8  | Haka Valkeakoski      | 18 | 7  | 3 | 8  | 37 | 46 | 17   |
| 9  | TuWe Turku (K)        | 18 | 5  | 4 | 9  | 25 | 34 | 14   |
| 10 | Kullervo Helsinki (K) | 18 | 2  | 6 | 10 | 22 | 40 | 10   |

## Külső hivatkozások
- Hivatalos honlap (finnül)
- Finnország – Az első osztály tabelláinak listája az RSSSF-en (angolul)